# 서산 문수사 극락보전
서산 문수사 극락보전(瑞山 文殊寺 極樂寶殿)은 대한민국 충청남도 서산시 운산면, 문수사에 있는 고려시대의 건축물이다. 1973년 12월 24일 충청남도의 유형문화재 제13호로 지정되었다.
문수사는 운산면 상왕산 서편아래 태봉리에 위치한 고찰로 정확한 창건 연대를 알 수 없다. 1973년도에 극락보전 내에 안치된 금동아미타좌불상 조사 중 불상의 복장에서 발견한 발원문(發願文)의 명문에 고려 충목왕2년(1346)이란 기록문이 나와 고려 충목왕 2년 이전에 창건된 사찰임이 확인되었다. 그러나 현재의 극락보전은 사찰과 관련하여 전해지는 구전(口傳)과 건축양식으로 보아 본래의 건물은 없어지고, 금동불상만 따로 간직되어 오던 중 임진왜란과 병자호란이 끝난 뒤 새로 건립하여 봉안했을 것으로 추정된다.
극락보전의 건축양식은 정면 3칸 측면 3칸의 겹처마 맞배지붕이며 공포는 다포건물이다. 측면에는 공포를 배치하지 않았으며 2개의 고주를 세웠다. 석조 기단위에 덤벙 주초석을 사용했고 그 위에 둥근 기둥을 세웠는데 기둥상부에 창방을 얹고 내외 2출목의 공포를 배치했으며 기둥 사이의 공간포(空間包)는 2개씩이다. 건물 외부공포의 우설 사이에 연꽃을 조각하여 장식하고 내부는 운궁형(雲宮{形)을 이루고 있는데 끝부분이 길게 안으로 돌출되어있다. 가구(架構)는 앞뒤 평주위에 대들보를 걸치고 동자주(童子柱)를 세워 종량(宗樑)을 받치고 있는데 종량 하단에 우물천정을 가설하여 그 위에 가구재(架構材)를 감추게 했다. 내부 바닥은 우물마루를 깔고 중앙칸에 불단을 조성하고 그 위에 닫집을 가설하였다. 특히 내부의 닫집과 단청문양은 건축당시의 원형대로 보존되어 있어 단청 연구에 귀중한 자료가 된다. 건물의 크기는정면3칸(10m), 측면3칸(6.6m)이며, 총면적66m2이다.

## 사진

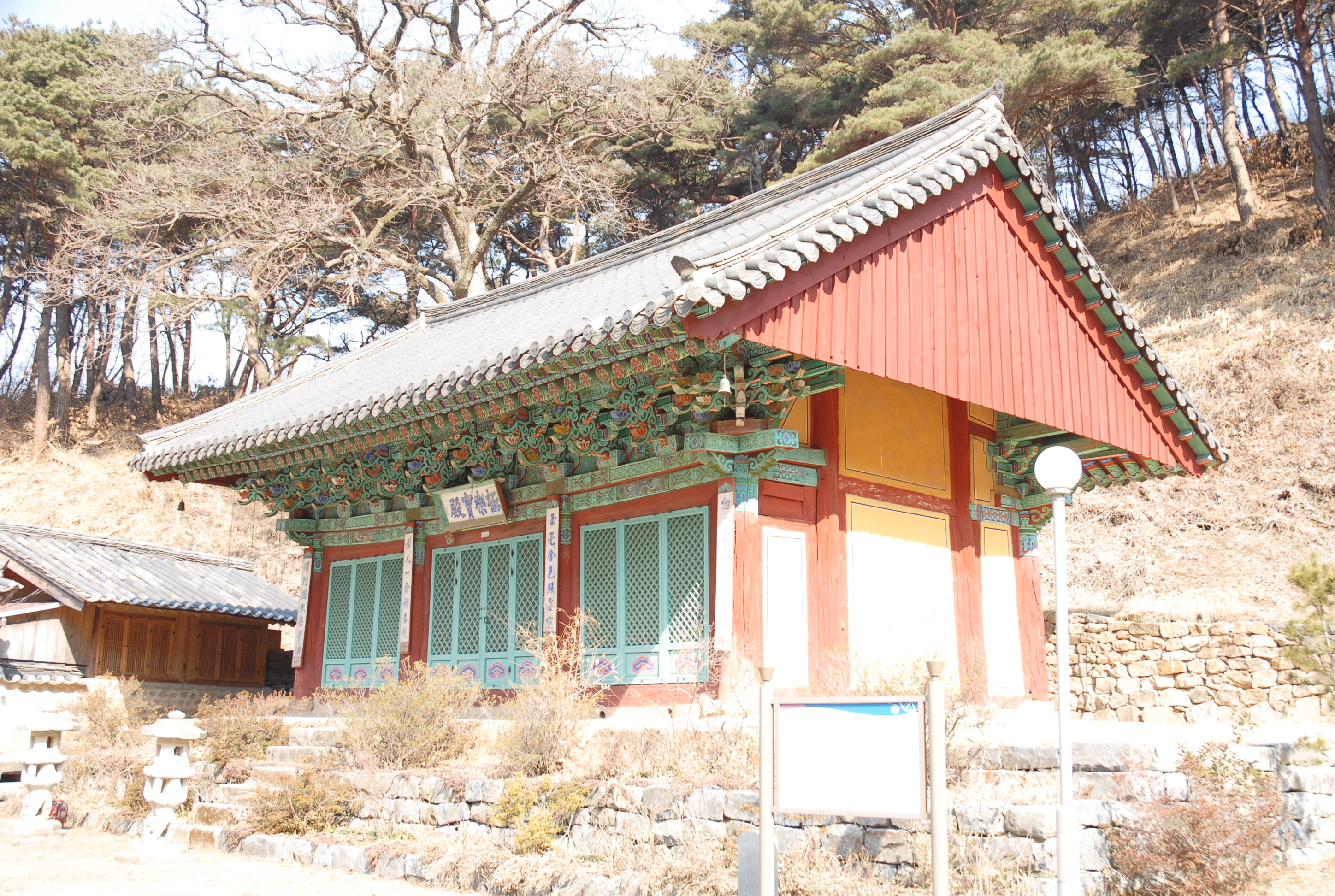
극락보전의 측면

## 같이 보기
- 문수사

## 참고 자료
- 문수사극락보전 - 국가유산청 국가유산포털
- 문수사극락보전 - 한국향토문화전자대전
- 문수사 극락보전[깨진 링크(과거 내용 찾기)] - 서산문화관광